# متنزه هرجيسا الوطني
حديقة هارجيسا الوطنية (بالإنجليزية: Hargeisa National Park) هي حديقة وطنية تقع في هرجيسا، أرض الصومال. توجد خارج مدينة هرجيسا في المنطقة الشمالية.